# 弟村王
弟村王（おとむらおう、生没年不詳）は、平安時代初期の皇族。知太政官事・舎人親王の曾孫。従五位下・猪名王の子。官位は正五位下・筑後守。

## 経歴
大同5年（810年）薬子の変の発生に前後して、従五位下・図書頭に叙任される。弘仁3年（812年）玄蕃頭に転じ、同年に布勢内親王が薨去した際には葬儀を監護した。弘仁4年（813年）筑後守の任にあったが、播磨介・藤原藤成らとともに夷俘に対応（教喩および要請の処理）するための専当官に任ぜられている。弘仁6年（816年）には筑後守に再任された。
淳和朝に入り、天長2年（825年）従五位上、天長7年（830年）正五位下と昇進を果たしている。

## 官歴
『日本後紀』による。
- 時期不詳：正六位上
- 大同5年（810年） 9月10日：従五位下。9月16日：図書頭
- 弘仁3年（812年） 8月3日：玄蕃頭
- 弘仁4年（813年） 11月21日：見筑後守
- 弘仁6年（816年） 8月27日：筑後守
- 天長2年（825年） 正月4日：従五位上
- 天長7年（830年） 正月7日：正五位下

## 系譜
- 父：猪名王[1]
- 母：不詳
- 生母不詳の子女
  - 男子：清原岑成[1]（799-861）
  - 男子：清原岑雄[2]
  - 男子：清原岑行[2]
  - 男子：清原弘岑[2]